# Francisco Hernández Girón
Francisco Hernández Girón (Càceres, Extremadura, 1510 - Lima, 7 de desembre de 1554) va ser un conquistador espanyol.
Hernández Girón va arribar al Perú el 1535 amb, entre d'altres, el futur governador Blasco Núñez Vela. En la subsegüent Guerra civil entre els conquistadors del Perú entre els Germans Pizarro i els almagristes el 1537, no donava suport a cap bàndol. Almagro va ser executat el 1538 i Francisco Pizarro, governador del Perú, assassinat pel seu fill el 1541. En la lluita que va seguir, Cristóbal Vaca de Castro havia derrotat els almagristes a la batalla de Chupas i més tard va ser empresonat per Blasco Núñez Vela, nou virrei, de qui Hernández Girón es va convertir en seguidor, i com a tal va lluitar en la batalla d'Añaquito amb els seus arcabussers fent costat a les forces reials sota Pedro de la Gasca, on van ser derrotats, i Núñez Vela decapitat. En aquesta batalla, Hernández Girón va caure presoner, però va tenir la sort de ser perdonat per Gonzalo Pizarro que el va deixar en llibertat. Agraït per aquest gest, Hernández Girón va passar al seu servei en tot el procés de la rebel·lió pizarrista. En morir Gonzalo Pizarro, Hernández Girón es va refugiar a Cusco i el 13 de novembre de 1553 va encapçalar una rebel·lió contra les Lleis d'Índies proclamades per Melchor Bravo de Saravia, el nou virrei. Se'l va derrotar el 7 de desembre de 1554 a la batalla de Pucará, essent executat a Lima.